# Oostelijk Flevoland

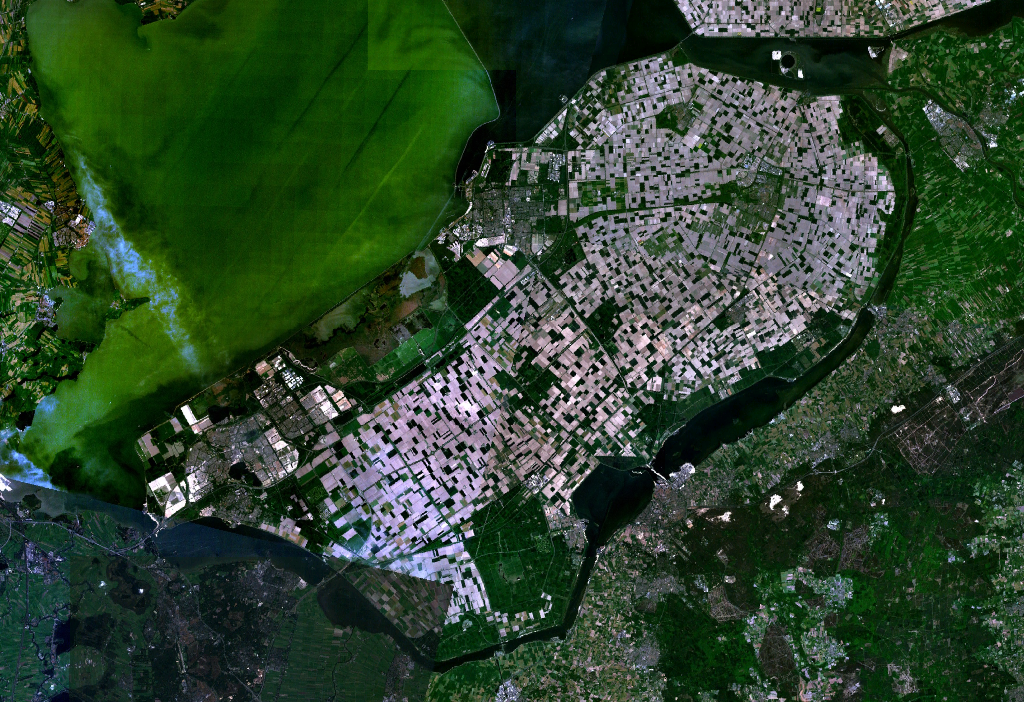
satelitní snímek Flevopolderu

Oostelijk Flevoland (česky Východní Flevoland) je název polderu v Nizozemsku, který vznikal mezi roky 1950 a 1959 ohrázováním a odvodněním části jezera IJsselmeer v rámci projektu Zuiderzeewerken. Má rozlohu 540 km² a je součástí dvojpolderu Flevopolder, který je dále tvořen polderem Zuidelijk Flevoland (Jižní Flevoland). Z administrativně-územního hlediska je součástí provincie Flevoland, jejíž hlavní město Lelystad se rozkládá právě na tomto polderu. Po obvodu polderu jsou rozmístěny 3 přečerpávací stanice, které pumpují vodu z polderu do okolního jezera. Na severu je ohraničen vodami IJsselmeer, na východě a jihu jezery Ketelmeer, Vossemeer, Drontermeer, Veluwemeer (tzv. okrajová jezera - Randmeer), na západě pak hrází Knardijk, která ho odděluje od polderu Jižní Flevoland.